# Паймук Федір Дмитрович
Паймук (Блінов) Федір Дмитрович (рос. Паймук (Блинов) Фёдор Дмитриевич, чув. Паймук (Блинов) Федірь Дмитрійсен;(1901, с. Кошки-Кулікеєво, Казанська губернія,Російська імперія — 1946, Чебоксари, ЧАРСР, РСФСР, СРСР) — чуваський націоналіст, повноважний консул Чувашії в Президії Легіону Ідель-Урал Вермахту, редактор антикомуністичної газети "За національну свободу".
Також член Татарського комітету, чуваський публіцист часів Другої світової війни. Жертва московського післявоєнного терору.

## Біографія
Народився в авторитетній чуваський родині торговців. 1925 — 1928 примушений до служби у большевицьких загонах. Згодом навчався у технікумі та промислово-економічному інституті. Після закінчення повернувся до Чувашії.
З початком Міжсоюзницької війни між СРСР та Німеччиною, мобілізований до сталінського війська у вересні 1941. Після ганебних поразок на фротні сталінських генералів, Паймук потрапляє до німецького полону і зголошується до антикомуністичної роботи в ім'я свободи окупованої московитами Чувашії. Переїжджає до спеціального табору під Берліном, де став членом Татарського комітету з формування збройних сил Ідель-Уралу. Видавав газету «За національну свободу».
У березні 1944 став повноважним консулом Чувашії в Президії Легіону Ідель-Урал.
Був прихильником незалежної чуваської держави. Мав конфлікт із татарськими очільниками Легіону на релігійному ґрунті, виступав за створення чоти із християнських народів Поволжя (чувашів, марійців, удмуртів, ерзя та мокша) та переведення їх до складу РВА генерала Власова.
1945 Паймук зумів приєднатись до большевицьких військ і навіть отримав медаль «За взяття Берліна». 24 квітня 1945 з'явився до військового коменданта, його помістили в фільтраційний табір, проте фільтраційна перевірка нічого не виявила і згодом він поїхав до Саратова.
У лютому 1946 Паймука арештували. У вересні 1946 військовий трибунал НКВС Приволзького воєнного округу СРСР на виїзному засіданні позбавив Блінова-Паймука звання старшого лейтенанта і засудив до розстрілу з конфіскацією майна.
Вбитий в одній із катівень СРСР.